# Torneo di Wimbledon 2011 - Doppio maschile per invito
Donald Johnson e Jared Palmer erano i detentori del titolo, ma sono stati eliminati nel round robin.
Jacco Eltingh e Paul Haarhuis hanno battuto in finale Jonas Björkman e Todd Woodbridge con il punteggio di 3–6, 6–3, [13–11]

## Teste di serie
1. Jonas Björkman /  Todd Woodbridge (finale)
2. Jacco Eltingh /  Paul Haarhuis (campioni)

## Tabellone

### Legenda
| - Q = Qualificato - WC = Wild card - LL = Lucky loser | - ALT = Alternate - SE = Special Exempt - PR = Protected Ranking | - w/o = Walkover - r = Ritirato - d = Squalificato |

### Finale
|  | Finale                         |                                |   |   |      |  |
|  |                                |                                |   |   |      |  |
|  | Jonas Björkman Todd Woodbridge | Jonas Björkman Todd Woodbridge | 6 | 3 | [11] |  |
|  | Jacco Eltingh Paul Haarhuis    | Jacco Eltingh Paul Haarhuis    | 3 | 6 | [13] |  |

### Gruppo A
|  |                                   | Björkman Woodbridge | Cowan Pioline       | Ivanišević Krajicek | Johnson Palmer      | RR W–L | Set W–L | Game W–L | Posizione |
|  | Jonas Björkman Todd Woodbridge    |                     | 6–3, 6–4            | 6–3, 6–4            | 3–6, 7–6(2), [10–4] | 3–0    | 6–1     | 35–26    | 1         |
|  | Barry Cowan Cédric Pioline        | 3–6, 4–6            |                     | 4–6, 4–6            | 6–3, 6(2)–7, [4–10] | 0–3    | 1–6     | 27–35    | 4         |
|  | Goran Ivanišević Richard Krajicek | 3–6, 4–6            | 6–4, 6–4            |                     | 5–7, 6(2)–7         | 1–2    | 2–4     | 30–34    | 3         |
|  | Donald Johnson Jared Palmer       | 6–3, 6(2)–7, [4–10] | 3–6, 7–6(2), [10–4] | 7–5, 7–6(2)         |                     | 2–1    | 5–3     | 37–34    | 2         |

La classifica viene stilata in base ai seguenti criteri: 1) Numero di vittorie; 2) Numero di partite giocate; 3) Scontri diretti (in caso di due giocatori pari merito ); 4) Percentuale di set vinti o di games vinti (in caso di tre giocatori pari merito ); 5) Decisione della commissione.

### Gruppo B
|  |                                    | Eltingh Haarhuis | Ferreira Kafel'nikov | Gimelstob Martin  | Petchey Wilkinson | RR W–L | Set W–L | Game W–L | Posizione |
|  | Jacco Eltingh Paul Haarhuis        |                  | 6–3, 3–6, [8–10]     | 6–4, 7–6(2)       | 6–3, 6–4          | 2–1    | 5–2     | 34–27    | 1         |
|  | Wayne Ferreira Evgenij Kafel'nikov | 3–6, 6–3, [10–8] |                      | 3–6, 6–3, [11–13] | 7–5, 6–3          | 2–1    | 5–3     | 32–27    | 2         |
|  | Justin Gimelstob Todd Martin       | 4–6, 6(2)–7      | 6–3, 3–6, [13–11]    |                   | 6–3, 7–6(0)       | 2–1    | 4–3     | 33–31    | 3         |
|  | Mark Petchey Chris Wilkinson       | 3–6, 4–6         | 5–7, 3–6             | 3–6, 6(0)–7       |                   | 0–3    | 0–6     | 24–38    | 4         |

La classifica viene stilata in base ai seguenti criteri: 1) Numero di vittorie; 2) Numero di partite giocate; 3) Scontri diretti (in caso di due giocatori pari merito ); 4) Percentuale di set vinti o di games vinti (in caso di tre giocatori pari merito ); 5) Decisione della commissione.